# Outtrigger
Outtrigger (アウトトリガー) est un jeu vidéo de tir à la première personne et de tir à la troisième personne développé par Sega-AM2 et édité par Sega, sorti en 1999 sur borne d'arcade et Dreamcast.